# Рамки (керування проєктами)
В керуванні проєктами слово рамки (англ. Scope) може застосовуватись до проєкту і до продукту.
Рамки проєкту"Робота що повинна бути здійсненою для випуску продукту, сервісу, чи результату з заданими властивостями та функціями."
Рамки продукту"Властивості та функції що характеризують продукт, сервіс чи результат."
Зауважте що рамки проєкту більш робото-орієнтовані (питання як?), в той час як рамки продукту більш орієнтовані на функціональні вимоги (питання що?)
Якщо вимоги не повністю задані і описані і якщо в проєкті відсутній ефективний контроль змін, може початись сповзання рамок.

## Зноски
1. 1 2  A Guide to the Project Management Body of Knowledge (PMBOK Guide) - Fourth Edition.  Project Management Institute, 2008.  ISBN 978-1-933890-51-7